# Пеналуна, Элиз
Элиз Пеналуна (англ. Elyse Penaluna; род. 23 апреля 1988 года в Мельбурне, Виктория, Австралия) — австралийская профессиональная баскетболистка, выступавшая в женской национальной баскетбольной лиге. Она играла в амплуа центровой. Двукратная чемпионка женской НБЛ (2011, 2014).
В составе национальной сборной Австралии выиграла чемпионат Океании 2009 года в Австралии и Новой Зеландии и чемпионат Океании 2011 года в Австралии, завоевала бронзовые медали летней Универсиады 2009 года в Белграде и летней Универсиады 2011 года в Шэньчжэне, кроме того стала серебряным призёром чемпионата мира среди женских молодёжных команд 2007 года в Видном.

## Ранние годы
Элиз Пеналуна родилась 23 апреля 1988 года в городе Мельбурн (штат Виктория), у неё есть три старших брата.